# Malwa różowa
Malwa różowa (Alcea rosea L.), nazywana także malwą ogrodową, prawoślazem wysokim, p. różowym, p. ogrodowym, malwą czarną, topolówką wyniosłą, zygmarkiem – gatunek rośliny z rodziny ślazowatych (Malvaceae). Pochodzi prawdopodobnie z Półwyspu Bałkańskiego, według innych źródeł z Chin. Obecnie nigdzie nie występuje na stanowiskach naturalnych, jest tylko uprawiany. Czasem dziczeje (efemerofit).

## Morfologia

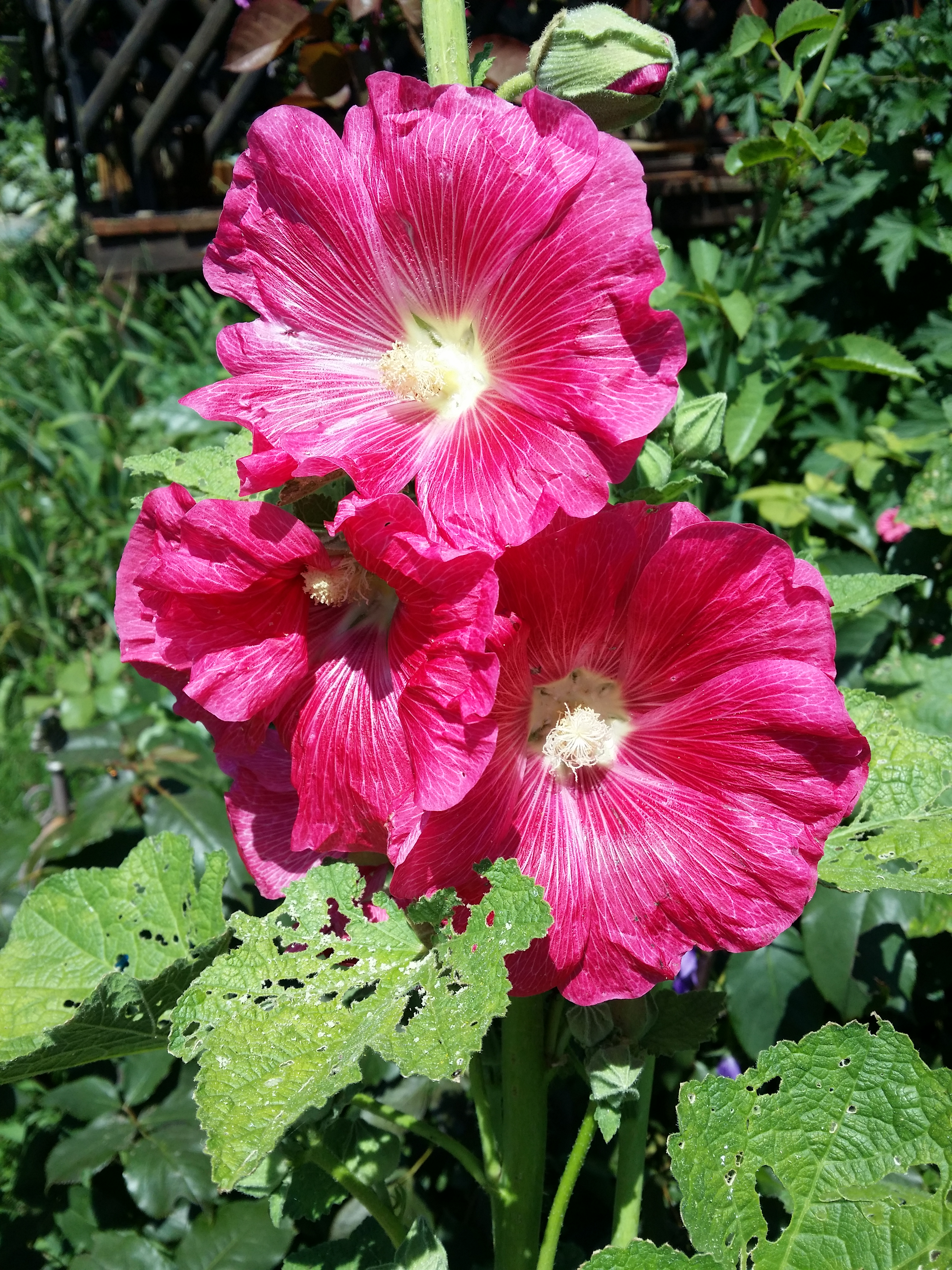
Kwiaty

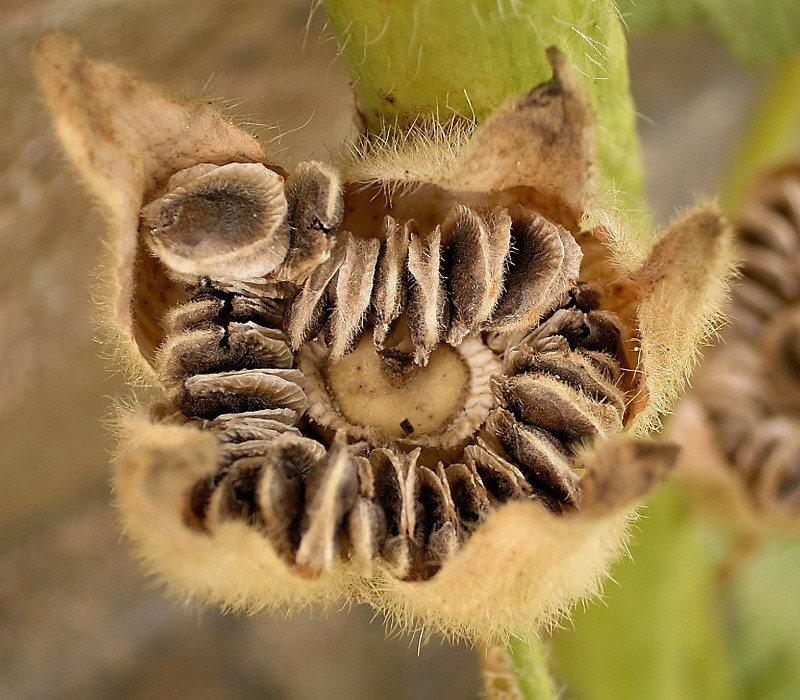
Owoc

PokrójWysoka do 2,25 m roślina o pojedynczej, prostej, dość grubej łodydze. Cała roślina jest szorstko owłosiona.
LiścieW pierwszym roku wyrasta rozeta liści. Są one duże, mało ozdobne, dłoniastoklapowane, szorstko owłosione. Dolne na łodydze siedmioklapowe, górne pięcioklapowe.
KwiatyPędy główne zakończone są groniastymi kwiatostanami. Kwiaty osadzone na krótkich szypułkach po 1-3 w kątach górnych liści, pojedyncze, półpełne lub pełne, o barwach: białej, żółtej, różowej, czerwonej, purpurowej i  do prawie czarnej. Średnica kwiatów do 10 cm. Kielich otoczony kieliszkiem. Pręciki liczne, zrośnięte w rurkę otaczającą pojedynczy słupek.
OwocRozłupnia rozpadająca się na rozłupki. MTN ok. 8,5 g.
KorzeńBardzo mocny, palowy.

## Biologia i ekologia
Bylina, ale w warunkach klimatycznych Polski roślina ta jest uprawiana głównie jako roślina dwuletnia. Hemikryptofit. Kwitnie od lipca do września, jej przedprątne kwiaty zapylane są przez błonkówki.  Liczba chromosomów 2n = 42.

## Zastosowanie

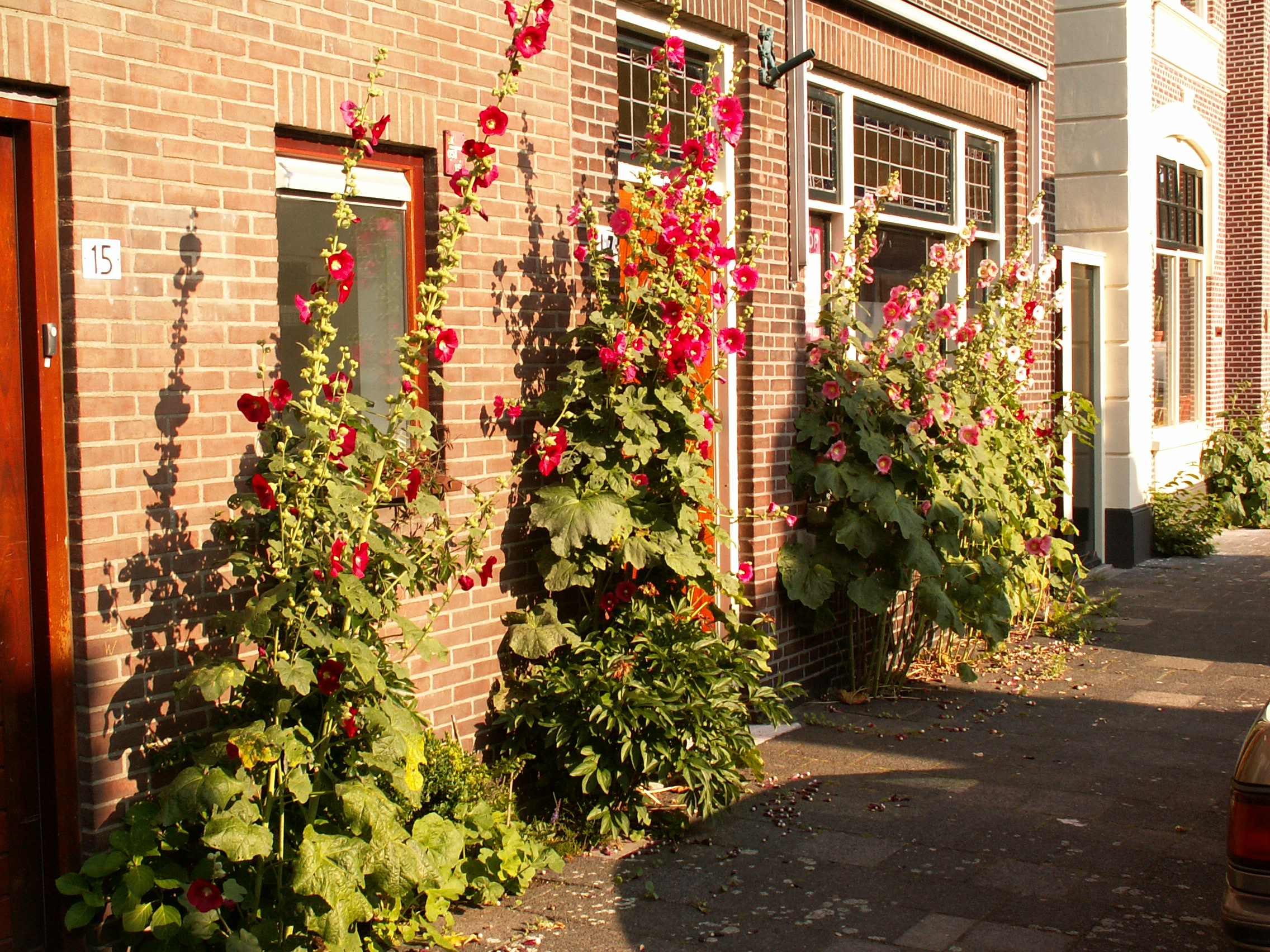
Malwy przy ścianie domu

Roślina lecznicza
Surowiec zielarskiKwiat prawoślazu różowego – Flos Malvae arboreae. W celach farmaceutycznych uprawiana jest jedynie odmiana o ciemnych kwiatach. Surowiec zawiera 8-12% śluzu oraz antocyjany takie jak glikozydy i diglikozydy delfinidyny, malwidyny i petunidyny. Ponadto w kwiatach występują ślady olejku eterycznego, garbniki, sole mineralne, żywice i nieznany bliżej hormon roślinny o działaniu estrogennym.
DziałanieDzięki związkom śluzowym wodny wyciąg z kwiatów malwy czarnej powleka błony śluzowe jamy ustnej i gardła, zmniejsza nadmierną ich wrażliwość i osłabia odruch kaszlowy. Rozrzedza zalegającą w gardle gęstą wydzielinę i ułatwia odkrztuszanie. Na błony śluzowe przewodu pokarmowego wywiera działanie osłaniające, ale nieco słabsze niż w górnych drogach oddechowych. Wyciągi wykazują ponadto słabe własności estrogenne i pobudzają krwawienia miesięczne u kobiet, ale nie działają poronnie.
DawkowanieOdwar z kwiatów malwy czarnej przygotowuje się, zalewając 1 łyżkę kwiatów 350 ml gorącej wody i parząc przez 20-30 min. Następnie macerat gotuje się 3 minuty pod przykryciem, odstawia na 10 min. do ostudzenia i cedzi. Pije się go 3 razy dziennie po ⅛ szklanki między posiłkami oraz używa do płukania jamy ustnej i gardła.
Zbiór i suszenieDo celów leczniczych używa się wyłącznie odmian o bardzo ciemnych, niemal czarnych kwiatach. Mogą być wykorzystywane także odmiany o pełnych kwiatach. Nie wolno zbierać kwiatów z roślin porażonych przez rdzę. Surowiec jest zbierany w 2 postaciach: z kielichami (Flos Malvae arboreae cum calycibus, syn. Flos Malvae hortensis) oraz bez kielichów (Flos Malvae arboreae sine calycibus). Świeżo rozwinięte kwiaty zbiera się w lipcu lub sierpniu przy słonecznej pogodzie i suszy w zacienionym i przewiewnym miejscu.
Sztuka kulinarna
Barwniki pozyskiwane z ciemnych odmian wykorzystuje się do barwienia w przemyśle spożywczym i do poprawiania koloru win. Stosowana jest także jako dodatek smakowy do herbatek ziołowych. Malwa ma smak bardzo delikatny i łagodny.
Roślina ozdobna
Jest pospolicie uprawiana, szczególnie w przydomowych ogródkach.

## Odmiany ogrodowe

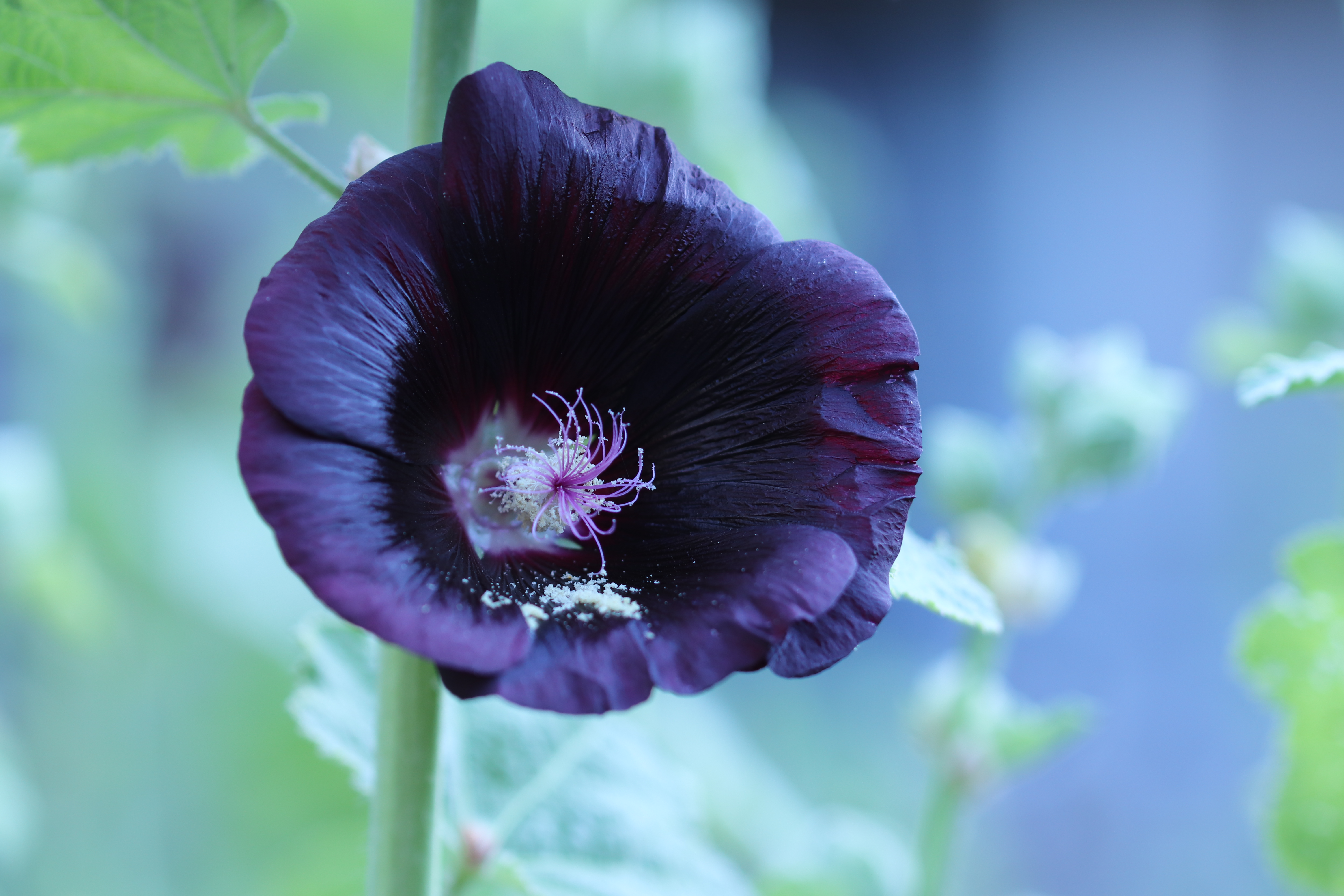
Odmiana 'Blacknight'

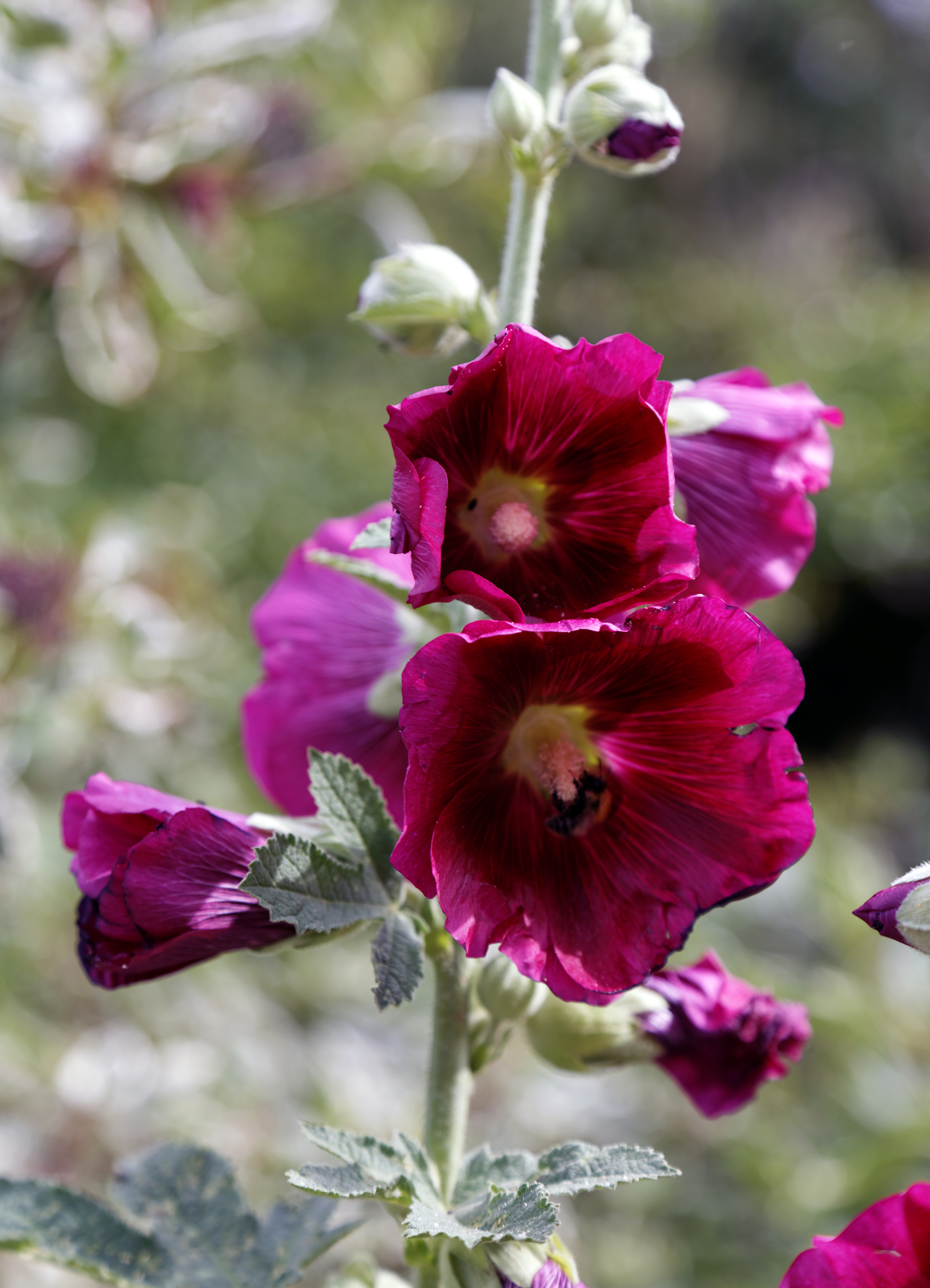
Odmiana 'Cerise'

Wykorzystuje się zarówno formy pojedyncze jak i pełnokwiatowe, w uprawie znajdują się głównie mieszańce o kwiatach pełnych. Formy te dzielą się na 4 grupy:
1. Malwy pełne zwykłe. Kwiaty, u których płatki zewnętrzne osadzone w jednym lub w dwóch okółkach	są dłuższe od wewnętrznych i otaczają jakby kryzą płatki środkowe ułożone gęsto i tworzące półkule. Rośliny niewysokie (do tej grupy zalicza się odmiany formy Compacta).
2. Malwy szkockie. Mają kwiaty bardzo pełne, płatki zewnętrzne i wewnętrzne tej samej długości ułożone półkoliście, zebrane w długie kwiatostany ostro zakończone. Rośliny wysokie.
3. Malwy Chatera ('Chaters'). Mają kwiaty pełne (niekiedy z ‘kryzą’), osadzone w długich, bardzo gęsto skupionych, tępo zakończonych kwiatostanach. Rośliny silnie rosnące.
4. Malwy Alleghanies (Fimbriata flore pleno). Mają kwiaty o strzępiasto zakończonych brzegach płatków. Niekiedy płatki zewnętrzne są inaczej zabarwione niż wewnętrzne.

## Uprawa
Jest w pełni mrozoodporna (strefy mrozoodporności 4-10). Wymaga ciepłych, słonecznych, ale osłoniętych stanowisk i dość zasobnych gleb o pH 6-7. Uprawiana jest z nasion, które wysiewa się w czerwcu-lipcu do rozsadnika. Siewki mające 2-3 liście pikuje się i wysadza na zagony. Na stałe miejsce sadzi się rośliny jesienią w rozstawie 30-30 x 50–80 cm. Na zimę lekko przykrywa. Wiosną rośliny przenosi się na miejsce stałe z dużą bryłą ziemi.  W drugim roku na każdej roślinie pojawiają się 2-4 ulistnione, szorstko owłosione kwiatostanowe pędy główne wysokości 60–250 cm. Pędom kwiatowym należy zapewnić podpory. Do grup na trawnikach, rabat bylinowych, przy ścianach budynków, i przy ogrodzeniach.